# Karusasaurus
Genre
Karusasaurus est un genre de sauriens de la famille des Cordylidae.

## Répartition
Les espèces de ce genre se rencontrent en Afrique du Sud et en Namibie.

## Liste des espèces
Selon The Reptile Database (29 juin 2012) :
- Karusasaurus jordani (Parker, 1936)
- Karusasaurus polyzonus (Smith, 1838)

## Publication originale
- Stanley, Bauer, Jackman, Branch & Le Fras Nortier Mouton, 2011 : Between a rock and a hard polytomy: Rapid radiation in the rupicolous girdled lizards (Squamata: Cordylidae). Molecular Phylogenetics and Evolution, vol. 58, n. 1,  p. 53–70 (texte intégral).